# Prefectura de Saitama
La prefectura de Saitama (埼玉県, Saitama-ken) és una prefectura del Japó situada a la regió de Kanto, a l'illa de Honshu. La prefectura de Saitama té, a data de l'1 d'agost de 2020, la població de 7.345.991, concentrades totes en una superfície geogràfica de 3.797,75 quilòmetres quadrats. La prefectura de Saitama és una de les huit prefectures del Japó sense accés a la mar i limita amb la prefectura de Tochigi i la prefectura de Gunma cap al nord, amb la prefectura de Nagano cap a l'oest, amb la prefectura de Yamanashi cap al sud-oest, amb Tòquio cap al sud, amb la prefectura de Chiba cap al sud-est i amb la prefectura d'Ibaraki al nord-est.
La capital prefectural i municipi més populós és la ciutat de Saitama des de 2003 i Urawa anteriorment. Altres ciutats importants de la prefectura són: Kawaguchi, Kawagoe, Tokorozawa o Kasukabe. La major part de la prefectura de Saitama forma part de l'àrea metropolitana de Tòquio, l'àrea metropolitana més populosa del món i molts dels municipis de Saitama són coneguts com a ciutats dormitori o suburbis de Tòquio, on els saitamencs es traslladen diàriament per tal de treballar.

## Geografia
La prefectura de Saitama limita amb les prefectures de Tòquio, Chiba, Ibaraki, Tochigi, Gunma, Nagano i Yamanashi. Es troba localitzada al centre-oest de la regió de Kanto, mesurant 103 quilòmetres des de l'est a l'oest i 52 quilòmetres des del nord fins al sud. Amb 3.707,75 quilòmetres quadrats, és la novena prefectura més xicoteta del Japó. La frontera oriental, amb la prefectura de Chiba, està definida pel riu Edo. Les fronteres septentrionals i septentrioccidentals amb la prefectura de Gunma estàn marcades pel riu Tone i el riu Kana, així com la divisòria d'aigües del riu Ara i el Kana. La frontera meridional està definida pels rius Ara, Tama i Fuefuki. La part més oriental de la frontera meridional no limita amb cap accident gogràfic remarcable.
La topografia de la prefectura de Saitama està majoritàriament dividida per la línia tectònica de Hachiōji, la qual va a través de Honjō, Ogawa i Hannō, a l'àrea muntanyosa occidental fins a la plana oriental. L'altitud sobre el nivell de la mar, més gran a la part occidental, va baixant gradualment cap a les planes de l'est. La zona plana oriental ocupa el 67,3 percent del territori total de la prefectura.
La zona oriental, que forma part de la plana de Kantō, pot ser dividida en nou pujols separats i deu altiplans. Els primers ocupen xicotetes àrees properes a la serra de Kantō, incloen les pujols de Hiki i els de Sayama, els segons solen estar envoltants de planes fluvials. En la regió meridional de la prefectura, l'altiplà d'Ōmiya es troba en direcció sud-est, entre el riu Furutone a l'est i el riu Ara (Arakawa) a l'oest.
La part occidental de la prefectura forma part de la serra de Kantô, amb la conca de Chichibu al centre. La zona a l'oest de la conca té grans altituds com el mont Sanpō, el pic més alt de la prefectura amb 2.483 metres d'alçada i que limita amb la prefectura de Nagano a l'oest i el mont Kōbushi amb 2.475, on nàix el riu Ara. Gran part del territori d'aquesta zona forma part del parc nacional de Chichibu Tama Kai. La zona a l'est de la conca de Chichibu consisteix en muntanyes més baixes que les occidentals.

### Municipis més populosos
Els municipis amb més habitants són els següents:

## Govern i política

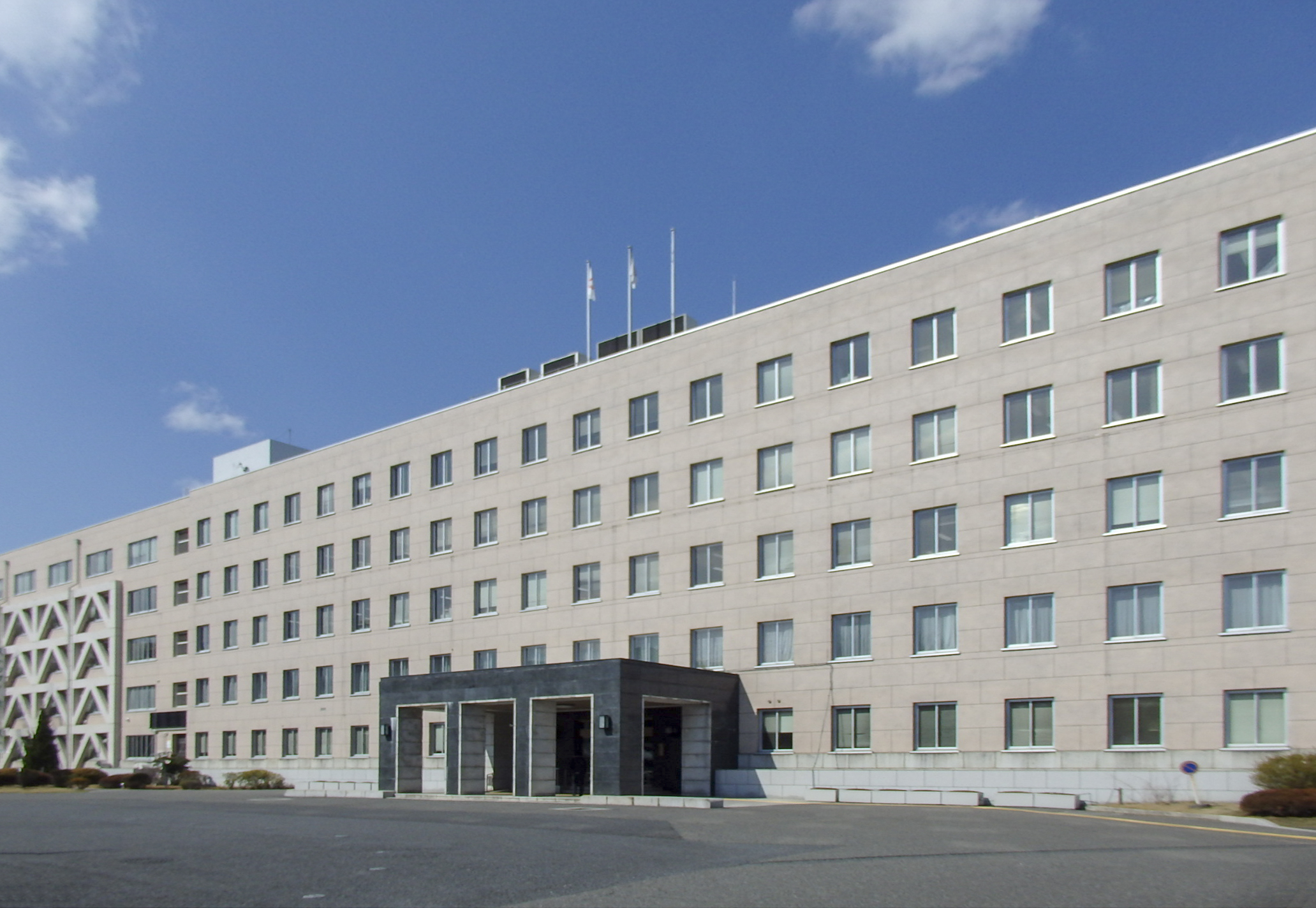
Seu del Govern Prefectural

### Governador
En aquesta taula només es reflecteixen els governadors democràtics, és a dir, des de l'any 1947.
| Governador         | Inici del mandat | Fi del mandat | Partit | Partit |
| Jitsuzō Nishimura  | 1947             | 1949          |        | Ind    |
| Yūichi Ōsawa       | 1949             | 1956          |        | PL     |
| Hiroshi Kurihara   | 1956             | 1972          |        | PLD    |
| Yawara Hata        | 1972             | 1992          |        | PSJ    |
| Yoshihiko Tsuchiya | 1992             | 2003          |        | PLD    |
| Kiyoshi Ueda       | 2003             | 2019          |        | Ind    |
| Motohiro Ōno       | 2001             | 2009          |        | PDG    |

## Transport

### Ferrocarril

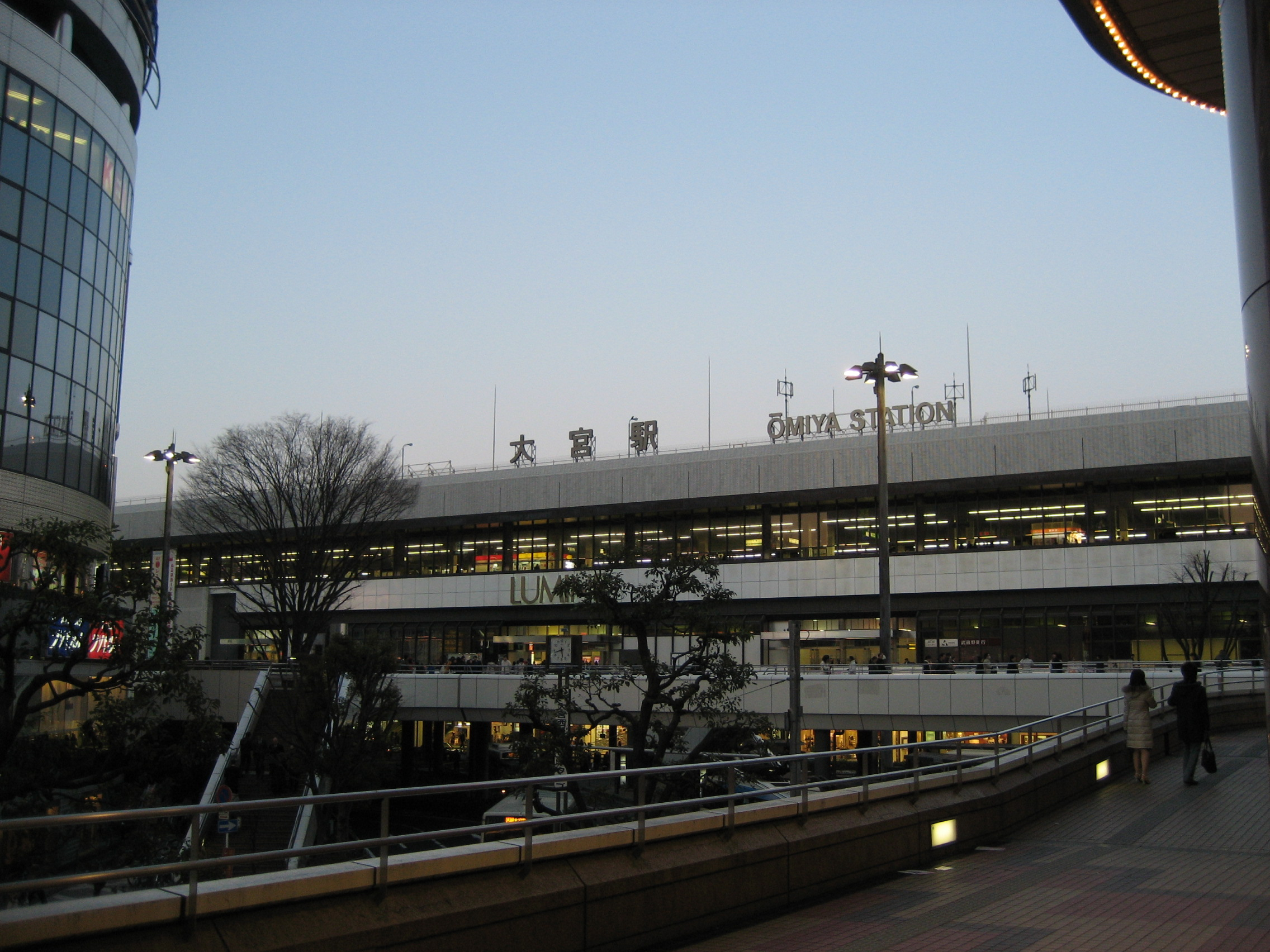
Estació d'Omiya

L'estació d'Ōmiya, al districte homònim de Saitama, forma el nus de transport de la Companyia de Ferrocarrils del Japó Oriental (JR East) al nord de l'àrea metropolitana de Tòquio, oferint serveis de rodalies i trens d'alta velocitat (shinkansen). La línia Musashino (JR) fa el servei de mercaderies i passatgers. Diverses companyies locals com el ferrocarril de Chichibu al nord-oest, el ferrocarril Seibu al sud-oest, el ferrocarril Tōbu pel centre-est i l'est, el New Shuttle i el Ferrocarril Ràpid de Saitama al sud-est presten serveis regulars de passatgers. El Tsukuba Express travessa la part del sud-est de la prefectura.
- Companyia de Ferrocarrils del Japó Oriental (JR East)
- Ferrocarril Tōbu
- Ferrocarril Seibu
- Metro de Tòquio
- Tsukuba Express
- Ferrocarril Ràpid de Saitama
- Ferrocarril de Chichibu
- Nou Transport Urbà de Saitama (Saitama New Shuttle)

## Demografia

Mapa de creixement demogràfic per municipi. El verd simbolitza el creixement positiu, el roig, el negatiu.

| 1890      | 1903      | 1913      | 1920      | 1930      | 1940      | 1950      |
| --------- | --------- | --------- | --------- | --------- | --------- | --------- |
| 1.081.121 | 1.240.280 | 1.343.674 | 1.319.533 | 1.459.172 | 1.608.039 | 2.146.445 |
| 1960      | 1970      | 1980      | 1990      | 2000      | 2010      | 2020      |
| 2.430.871 | 3.866.472 | 5.420.480 | 6.405.319 | 6.938.006 | 7.194.556 | 7.345.991 |

## Cultura

### Mitjans de comunicació
- Premsa
  - Periòdic de Saitama (Saitama shinbun)
- Televisió
  - TV Saitama (Teletama)
  - NHK-Saitama
- Ràdio
  - FM NACK 5

### Ficció
Moltes sèries de ficció tenen el seu lloc d'acció a la prefectura de Saitama, com l'argument del manga i anime Lucky Star ocorre en aquesta prefectura, en concret, a Kasukabe, on també té lloc l'argument del manga i anime Shin-chan.

### Esports
- Futbol
  - Urawa Red Diamonds (Urawa)
  - Omiya Ardija (Ōmiya)
- Baseball
  - Saitama Seibu Lions (Tokorozawa)
- Bàsquet

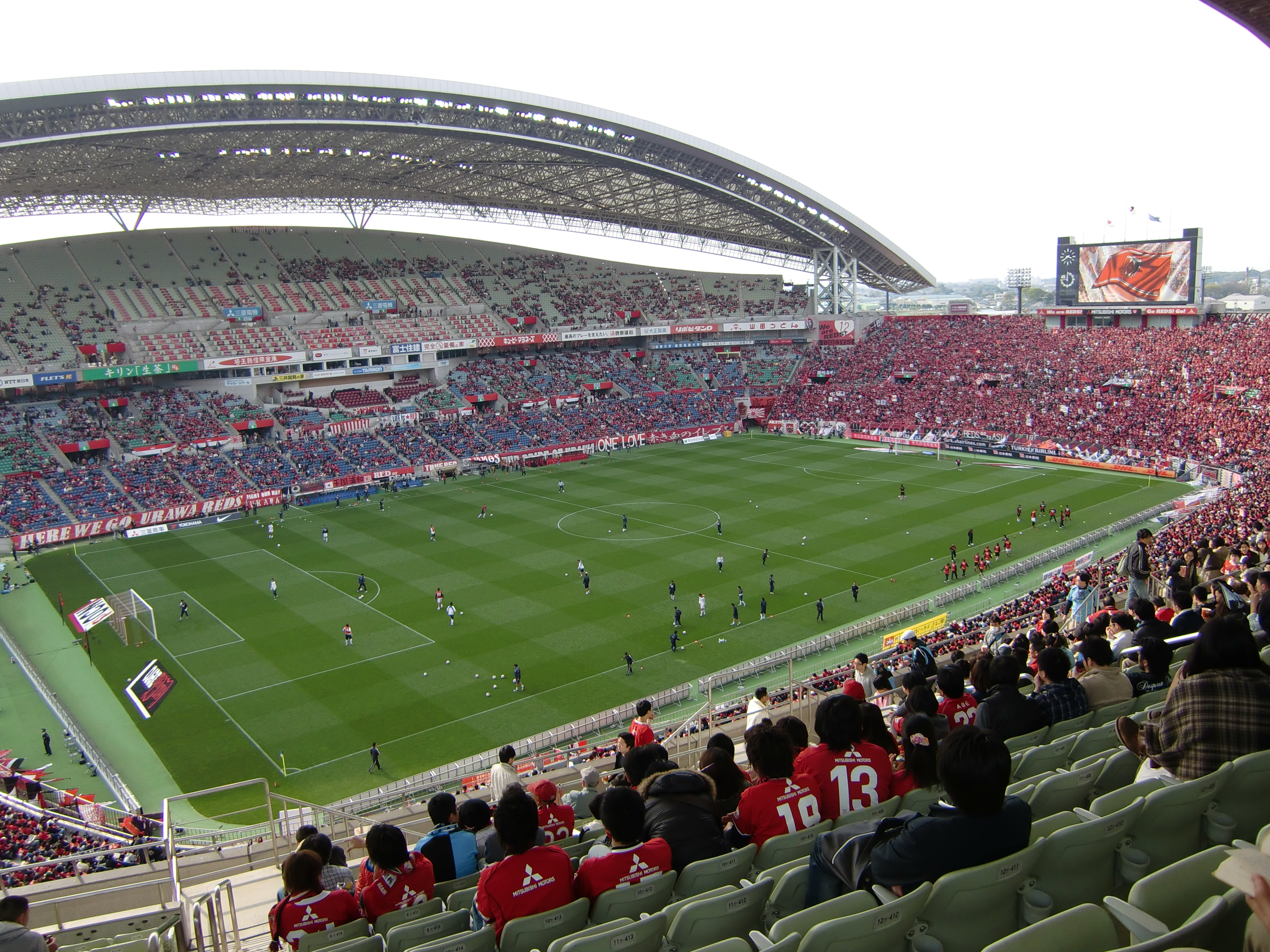
Saitama Stadium 2002

  - Saitama Broncos (Tokorozawa i Saitama)
- Voleibol
  - Takefuji Bamboo (districte de Kita-Katsushika)
- Rugbi
  - Secom Rugguts (Sayama)

## Agermanaments
La prefectura de Saitama manté relacions amb els següents estats o províncies:
- Estat de Mèxic, Mèxic. (2 d'octubre de 1979)
- Província de Shanxi, RPX. (27 d'octubre de 1982)
- Queensland, Austràlia. (27 d'octubre de 1984)
- Ohio, EUA. (22 d'octubre de 1990)
- Brandenburg, Alemanya. (26 d'agost de 1998)

## Persones il·lustres
- Minori Kimura, mangaka.
- Mitsuishi Kotono (Toda), seiyū.